# Segura de la Sierra
Segura de la Sierra là một đô thị trong tỉnh Jaén, Tây Ban Nha.
Theo điều tra dân số năm 2005 có 1.771 người đang sống trong các khu vực bên trong Segura de la Sierra, Parque Natural de la Sierra de Cazorla, Segura y Las Villas bao gồm các làng:
- Cortijos Nuevos
- El Ojuelo
- Carrasco
- La Alberquilla
- El Robledo
- Rihornos
- Trujala
- Arroyo frío
- Río Madera and Arroyo Canales
- Catena
- El Tobazo
- El Puerto

## Hình ảnh

Fountain of king Carlos VFountain of king Carlos V